# Festuca ophioliticola
Festuca ophioliticola là một loài thực vật có hoa trong họ Hòa thảo. Loài này được Kerguélen mô tả khoa học đầu tiên năm 1975.